# Pseudanthus divaricatissimus
Pseudanthus divaricatissimus là một loài thực vật có hoa trong họ Picrodendraceae. Loài này được (Müll.Arg.) Benth. miêu tả khoa học đầu tiên năm 1873.